# (1715) Salli
(1715) Salli – planetoida z pasa głównego asteroid okrążająca Słońce w ciągu 3 lat i 262 dni w średniej odległości 2,4 au. Została odkryta 9 kwietnia 1938 roku w Obserwatorium Iso-Heikkilä w Turku przez Heikki Alikoskiego. Nazwa planetoidy pochodzi od imienia żony odkrywcy. Przed nadaniem nazwy planetoida nosiła oznaczenie tymczasowe (1715) 1938 GK.